# Roman Dobrzyński
Roman Dobrzyński (Varsavia, 1º novembre 1937) è un giornalista ed esperantista polacco.
È noto anche nel mondo esperantista in quanto autore di testi relativi alla lingua internazionale esperanto, ed esperantista egli stesso (membro onorario dell'Associazione Universale Esperanto dal 2005).
Il suo recente libro Ulica Zamenhofa (Via Zamenhof, che è una raccolta di colloqui col nipote del creatore dell'esperanto) è stato tradotto in dieci lingue, tra le quali l'italiano.

## Vita
Dobrzyński nel 1955 conobbe l'esperanto, e dopo gli studi di diritto e giornalismo si occupò di dirigere delle riviste esperantiste. Da studente è stato capo della Gioventù Esperantista Polacca ed anche vicepresidente della Gioventù esperantista mondiale (Tutmonda Esperantista Junulara Organizo).
Dal 1973 al 2003 ha lavorato come giornalista nella televisione polacca. È autore di vari film nei quali compare l'esperanto, ed addirittura di film in tale lingua.
Nel 2001 pubblica il libro Via Zamenhof (Ulica Zamenhof) che decide anche di tradurre in esperanto (La Zamenhof-Strato, 1ª edizione 2003, 2ª edizione 2005). Come specifica il sottotitolo, il libro è una raccolta di dialoghi con il nipote di Zamenhof, ovvero Louis-Christophe Zaleski-Zamenhof, che ora vive in Francia.
Il dialogo sulla vita del nipote porta ad una nuova riflessione sulla storia dell'esperanto. Sorprendentemente vari esperantisti da diversi paesi espressero la necessità di una traduzione nella propria lingua, e fino al 2007 uscirono le traduzioni in lituano (Zamenhofo gatvė, 2004), ungherese, ceco (Zamenhofova ulice, 2005), giapponese (Zamenhof doori, 2005, che ha avuto particolare rilievo mediatico in Giappone), portoghese (A Rua Zamenhof, 2006) e slovacco (Zamenhofova ulica, 2006). In seguito altre edizioni, tra le quali quella francese (La rue Zamenhof, 2008), quella italiana (Via Zamenhof, creatore dell'esperanto, 2009) e coreana (Zamenhof geori, 2009).
Dobrzyński è coautore del libro "Bona espero: idealo kaj realo" (Bona Espero: ideale e realtà), che tratta della comunità brasiliana per bambini poveri Bona Espero, che fu fondata dagli italiani Ursula e Giuseppe Grattapaglia ed usa l'esperanto come lingua.
Attualmente si occupa di dirigere documentari e reportage.